# 解憂雜貨店 (日本電影)
解憂雜貨店（日语：ナミヤ雑貨店の奇蹟）是一部於2017年上映的日本劇情电影，電影改編自小說東野圭吾的長篇懸疑小說《解憂雜貨店》，由廣木隆一執導及編劇。

## 故事大綱
一間解決人們煩惱的普通的小店，在夜晚時會發生魔法。意外地轉換了人類的時間。
三個對未來迷惘的少年們無意間闖進了這家店，和過去的時間產生了連結，開始替過去的人諮商，解決煩惱。
在信件來往的過程中，他們發現自己和他人的命運似乎被一條無形的線連結了起來.....

## 演員
| 角色     | 演員                       | 台灣配音 |
| 敦也     | 山田涼介（Hey! Say! JUMP） | 何志威   |
| 翔太     | 村上虹郎                   | 于正昌   |
| 幸平     | 宽一郎                     | 待確認   |
| 浪矢雄治 | 西田敏行                   | 曹冀魯   |
| 田村晴美 | 尾野真千子                 | 馮友薇   |
| 松岡克郎 | 林遣都                     | 張立昂   |
| 皆月曉子 | 成海璃子                   | 馮友薇   |
| 芹       | 門脇麥（童年：鈴木梨央 ）  | 馮友薇   |
| 浪矢貴之 | 萩原聖人                   | 于正昌   |
| 川邊映子 | 山下莉緒                   | 馮友薇   |
| 松岡健夫 | 小林薫                     | 曹冀魯   |
| 刈谷     | 手塚通                     | 張立昂   |
| 皆月良和 | Panta                      | 于正昌   |
| 田村秀代 | 吉行和子                   | 馮友薇   |

## 票房
日本票房方面，首週周末兩日觀影人數超過16萬人、票房2.89億日元。上映2週累積了6.4億日圓。
台灣票房方面，首週票房1100萬新台幣，創下2017年日本真人電影開票。最終票房5500萬新台幣。

## 外部連結
- 互联网电影数据库（IMDb）上《解憂雜貨店》的资料（英文）
- 爛番茄上《解憂雜貨店》的資料（英文）
- AllMovie上《解憂雜貨店》的资料（英文）
- 開眼電影網上《解憂雜貨店》的資料（繁體中文）
- Yahoo奇摩電影上《解憂雜貨店》的資料（繁體中文）
- 雅虎香港電影上《解憂雜貨店》的資料（繁體中文）
- 时光网上《解憂雜貨店》的資料（简体中文）
- 豆瓣电影上《解憂雜貨店》的資料 （简体中文）